# Craig Mack
Craig Jamieson Mack (Trenton, 10 de maio de 1970 - Walterboro, 12 de março de 2018) foi um rapper americano.
Mack ganhou fama em 1994 com o single "Flava In Ya Ear", indicada ao Grammy no ano seguinte.
Ele foi o primeiro artista a lançar um álbum - Project: Funk da World (1994) - pela Bad Boy Records, gravadora fundada pelo rapper e produtor Puff Daddy (também conhecido como Diddy e P. Diddy).
Mack ainda lançou outro álbum nos anos 90, Operation: Get Down (1997), mas por anos se afastou da música para dedicar sua vida à religião.

## Morte
Craig Mack morreu em 12 de março de 2018, aos 47 anos.
Alvin Toney, produtor do músico, disse ao New York Daily News que ele teve insuficiência cardíaca em um hospital perto de sua casa na Carolina do Sul (EUA).

## Discografia
Álbuns de estúdio
- Project: Funk da World (1994)
- Operation: Get Down (1997)
- The Mack World Sessions (2017)